# Complexe d'attaque membranaire

Schéma du complexe d'attaque membranaire.

L'activation du complexe d'attaque membranaire est une phase de la cascade du système du complément. C'est le résultat de la polymérisation de la protéine C9, qui se fixe aux protéines C5b, C6, C7 et C8 ayant commencé à attaquer le film lipidique membranaire. Cette activation a pour rôle de créer des pores sur la membrane cellulaire permettant l'entrée de l'eau et des ions conduisant à la destruction de la cellule,.

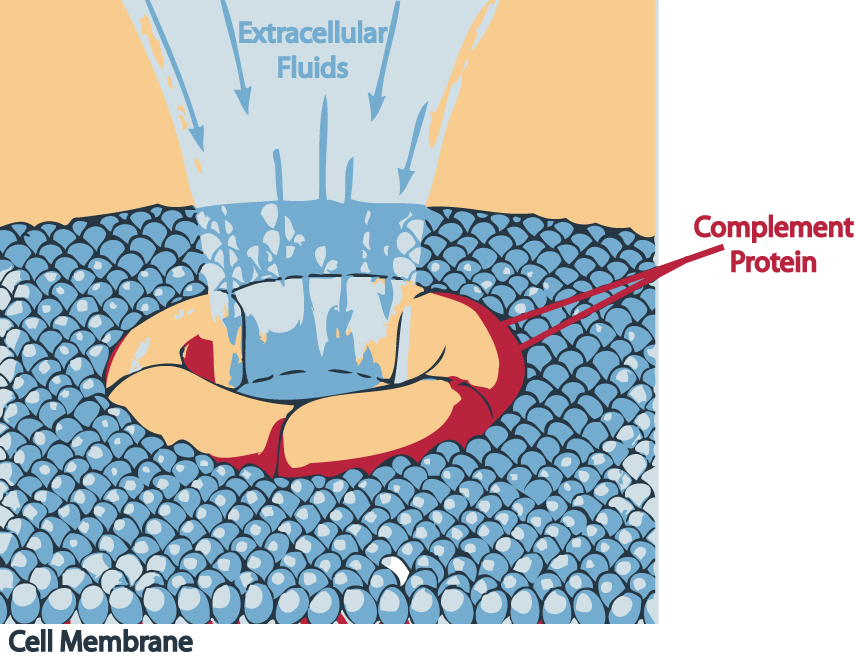
Pore ouvert par le complexe d'attaque membranaire

Le complexe d'attaque membranaire fait partie des mécanismes de défense du système immunitaire inné. Il est notamment efficace contre les bactéries à Gram négatif.  

## Pathologies

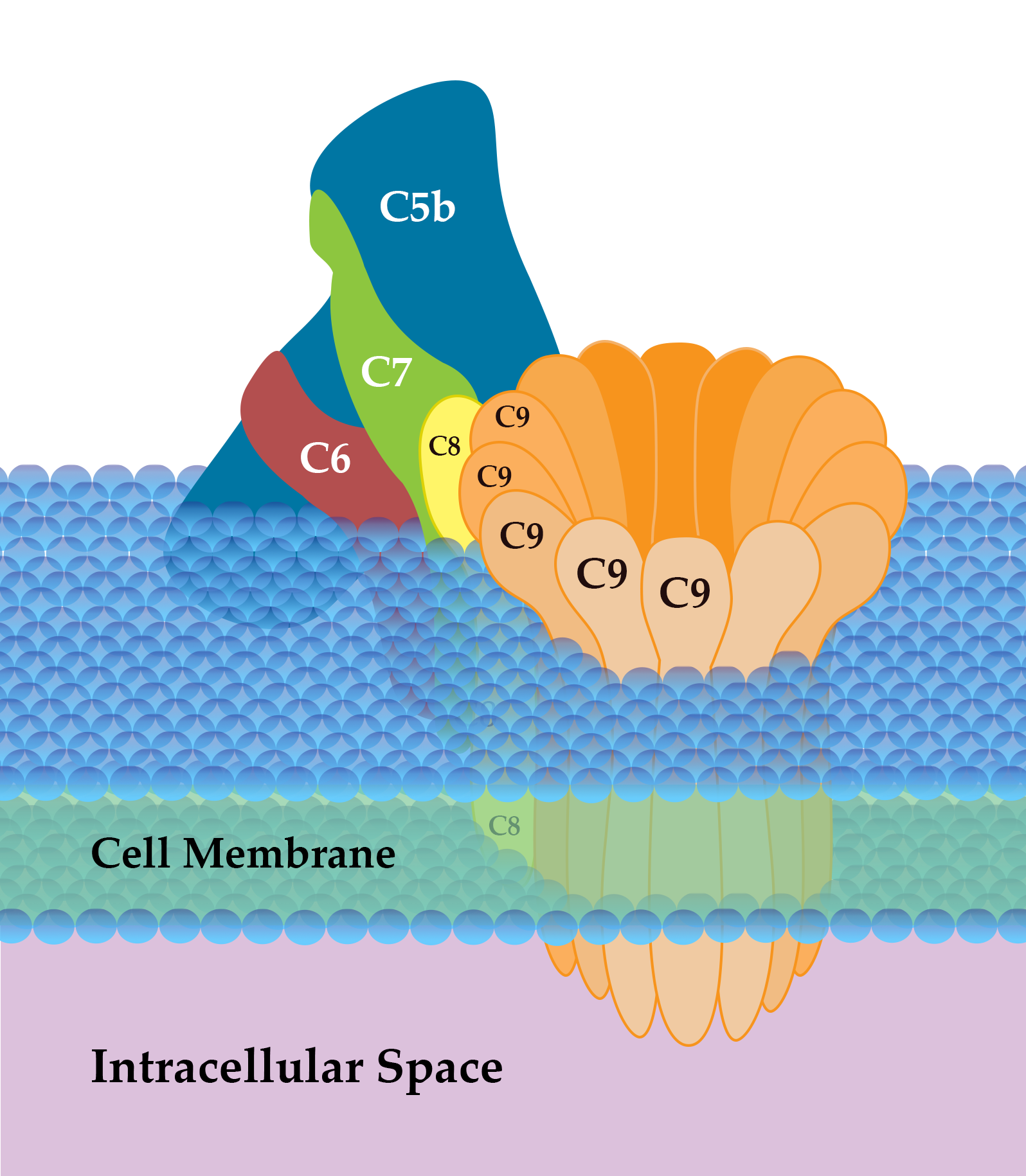
Schéma du complexe d'attaque membranaire (MAC) est le complexe terminal du système de complément du système immunitaire inné. Il forme des trous en forme de pore dans les membranes cellulaires.

### Déficit d'une protéine constituant le complexe d'attaque membranaire
Un déficit génétique d'une des protéines constituant le complexe d'attaque membranaire (C5 à C9) est responsable d'une déficit immunitaire primitif se traduisant par une susceptibilité aux infections à Neisseria, un genre de bactérie Gram-négative encapsulée.

### Déficit d'une protéine régulant la formation du complexe d'attaque membranaire
Le CD59, aussi appelé protectine, a un rôle de stabilisation du complexe C5b678 et empêche de ce fait la polymérisation de C9 nécessaire à la formation du complexe d'attaque membranaire. Le CD59, ainsi que le CD55 (Decay acceleration factor), une autre protéine régulatrice du complément, sont exprimés à la surface cellulaire par le biais d'une ancre à glycosylphosphatidylinositol (GPI). Un défaut acquis d'expression de cette ancre, et par conséquent de CD55 et CD59, est responsable de l'hémoglobinurie paroxystique nocturne (parfois nommée maladie de Marchiafava et Michelli).